# Nie Er

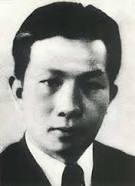
Nie Er en 1935

Nie Er (聂耳) (Kunming, Yunnan, China, 14 de febrero de 1912-Fujisawa, Kanagawa, Japón, 17 de julio de 1935), nacido Nie Shouxin (聂守信) fue un compositor musical chino. Es mayoritariamente conocido por ser el autor de la música de la Marcha de los voluntarios, el himno nacional de la República Popular China .

## Biografía
Nació el 14 de febrero de 1912 en Kunming, provincia de Yunnan, en China. Desde pequeño, encontró un gran interés por la música y más tarde aprendió a tocar el violín y el piano. En 1918 estudió en la escuela primaria de Kunming, aprendiendo a tocar instrumentos tradicionales como el Erhu y el Sanxian. En junio de 1931, entró en la "Sociedad Musical y de Drama Mingyue", como violinista. 
En 1933, Nie Er se unió al Partido comunista chino. Asimismo, en abril de 1934 fundó la Orquesta Nacional de Pathé.

### Apodo
Su nombre era "Shouxin" (守信), pero múltiples apodos le fueron otorgados por amigos cercanos, entre ellos, "orejas" (耳, er en chino), puesto que era capaz de imitar las voces de gente a quien conocía, y casi cualquier sonido que escuchase. Además, podía mover sus orejas independientemente la una de la otra, impresionando tanto a sus amigos que estos pasaron a llamarle "Doctor orejas". A Shouxin no le disgustaba ser llamado así, por lo que más tarde cambiaría su nombre a "Nie Er". 
Su nombre de cortesía era Ziyi (子義, o 子藝), dejándose su apellido: Nie (聂) más su apodo: er (耳).

### Marcha de los Voluntarios
En abril de 1935, hizo la música de la que llamó la "Marcha de los voluntarios", basándose en un poema escrito por Tian Han, que más tarde se utilizaría como tema musical de una película filmada en 1935, llamada "Hijos e hijas en tiempos de tormenta". Hizo esta composición cuando fue a ver a su hermano en Japón.

## Fallecimiento
Se dice que Nie Er murió mientras nadaba en Fujisawa, Japón a la edad de 23 años, el 17 de julio de 1935. Desapareció cuando fue a nadar con sus amigos, lo que convierte en nula la posibilidad de que hubiera sido asesinado por los japoneses a pesar de que se hubiera considerado esta opción en primera instancia, dejando así al ahogamiento como la más probable causa de su muerte. Fue encontrado por un grupo de rescate. Según la policía, su cuerpo no era nada diferente a los cuerpos comunes cuya muerte había sido confirmada de ser por ahogamiento. 

## Composiciones
Aparte de la Marcha de los Voluntarios, sus otras obras importantes incluyen: 
- 1932:
  - Marcha (进行曲)
  - Vals (圆舞曲)
  - Amor de Unión Familiar (天伦之爱)

- 1933:
  - Canción de los mineros (开矿歌)
  - Canción del hambre y el sufrimiento de frío (饥寒交迫之歌)
  - Canción del vendedor de periódicos (卖报歌)

- 1934:
  - Fuera de estudio (走出摄影场)
  - Una estrella femenina (一个女明星)
  - Nieve volando (雪飞花)
  - Amanecer primaveral en el Lago Verde (翠湖春晓) (Pieza Instrumental)
  - Copos de nieve aleteando (雪花飞)
  - Danza de la serpiente de oro ( 金 蛇 狂 舞 )
  - Zhaojun He Fan (昭君和番)
  - Pequeño gato salvaje (小野猫)
  - Canción de la elaboración de ladrillos (打砖歌)
  - Canción de los Trabajadores Portuarios (码头工人歌)
  - Canción de la fuerza laboral (苦力歌)
  - Canción de graduación (毕业歌)
  - Canción del camino amplio (大路歌)
  - Pioneros (开路先锋)
  - Canción de las Danzantes Flores (飞花歌)

- 1935:
  - Dejando el sudeste asiático (告别南洋)
  - La primavera viene de vuelta (春回来了)
  - Canción de la comodidad (慰劳歌)
  - Canción de Mei Niang (梅娘曲)
  - Tono de Fugitivos (逃亡曲)
  - Chica pueblerina de las estepas (塞外村女)
  - Me voy al río Changjiang (打长江)
  - Canción de la recolección de castañas de agua (采菱歌)
  - Oprimida muchacha cantante (铁蹄下的歌女)
  - Pequeño Trabajador (小工人)
  - Canción del soldado herido (伤兵歌)
  - Canción del progreso (前进歌)
  - Canción de la blanca nieve (白雪歌)
  - Canción de la recolección del té (采茶歌)
  - Canción de amor de la montaña del té (茶山情歌)
  - Nueva Mujer (新女性)
  - Tormenta en el Yangtze (扬子江暴风雨) (Opera)

- Datos: Q527143
- Multimedia: Nie Er / Q527143